# Kam Tin
Kam Tin of Kam Tin Heung is een gebied in de New Territories, Hongkong.  Het ligt ten noorden van Tai Mo Shan en ten oosten van Yuen Long. Het heette vroeger Sham Tin (岑田). Het heeft een eigen plattelandscomité.
Veel van de bewoners van Kam Tin zijn van het Tanggeslacht. Zij zijn wai t'auw en niet Hakka zoals men vaak denkt. Kat Hing Wai is een van de bekendste ommuurde dorpen in Kam Tin. Het is een compact dorp met rijen huizen achter elkaar en vele smalle steegjes. De muur werd gebouwd als bescherming tegen de piraten en bandieten die vaak in de 20e eeuw waren.
De Yi Taistudiehuis bevindt zich in Kam Tin. Het was gebouwd door de Tangs voor de lokale studenten om te studeren voor de Chinese burgersbediendesqualificaties. Het huist ook de tempel van de literatuur, Man Cheung.

## Geschiedenis
Kam Tin is de jiaxiang van de grootste Tanggeslacht (鄧) van Hongkong.  De voorouder van deze Tanggeslacht is Tang Hon Fat (鄧漢黻), hij kwam met zijn gezin vanuit Jiangxi naar Sham Tin in 973.
Tijdens het regeerjaar van Wanli (1572 - 1620) van de Ming-dynastie werd Sham Tin hernoemd tot Kam Tin.